# Константиновка (Шарлицький район)
Константи́новка (рос. Константиновка) — село у складі Шарлицького району Оренбурзької області, Росія.

## Населення
Населення — 290 осіб (2010; 498 у 2002).
Національний склад (станом на 2002 рік):
- росіяни — 93 %